# Presiganga
Presiganga eram os navios presídio utilizados pelos governos brasileiro e português nas décadas de 1830 a 1860 e administrados pela Marinha. Seu nome teria origem no termo inglês press-gang (grupos a soldo do Estado que na Inglaterra e suas colônias recrutavam marinheiros à força entre a população pobre) que foi abrasileirado em presiganga no Rio de Janeiro.
O sistema já tinha sido utilizado em Portugal, onde desde 1803 a nau Belém servia de prisão, em Lisboa, para degredados que seriam enviados a possessões portuguesas no ultramar. Existiam presigangas em  Pernambuco, Pará, Rio Grande do Sul (durante a Revolução Farroupilha), Rio de Janeiro, Bahia e São Paulo.

## Rio de Janeiro
No Rio de Janeiro foi convertida em prisão a nau Príncipe Real, que havia trazido em 1808, a rainha D. Maria, o príncipe D. João VI e seu filho Pedro I do Brasil. Depois de um longo tempo ancorada na baía da Guanabara, transformada em navio-presídio, comandada pelo oficial português Marcelino de Souza Mafra, passou a receber tanto os recrutados à força, quanto os prisioneiros de guerra de baixa graduação, criminosos condenados pela Justiça comum e pela militar. Seu grande porte permitia receber até 950 pessoas, garantindo a custódia de um número expressivo de homens em local fechado e cercado de água por todos os lados. Em 1829, o texto anônimo “Dissertação abreviada sobre a horrível masmorra chamada presiganga existente no Rio de Janeiro” circulou pela Corte, questionando duramente esse tipo de prisão, dois anos depois, a prisão foi desativada.

## Rio Grande do Sul
Em 1830 a Presiganga recebeu alguns alemães suspeitos de conspirarem contra o governo, entre eles o major Otto Heise. Ancorado no Rio Guaíba, recebeu tanto os imperiais presos na tomada de Porto Alegre, quanto os revolucionários presos na sua retomada. Entre os imperiais ali presos estava o major Manuel Marques de Souza, futuro conde de Porto Alegre, que sofreu pelo resto da vida de reumatismo adquirido na prisão. Do lado republicano foi logo em seguida preso Pereira Coruja e Vicente Ferreira Gomes (que adoeceu e morreu pouco depois). Ali também foi enviado Jerônimo Gomes Jardim rendido perto de São Leopoldo e morto na prisão,, como também Bento Gonçalves, Onofre Pires, Pedro Boticário e outros farroupilhas capturados no combate da Ilha do Fanfa, em 1836. Ali também foram presos cidadãos norte-americanos suspeitos de auxiliarem os rebeldes, como Frederic Engerer, sócio do cônsul norte-americano em Porto Alegre.

## São Paulo
A presiganga de São Paulo ficava na cidade portuária de Santos e serviu de prisão, em 1833, para Francisco José de Sousa Soares de Andréa, o barão de Caçapava, por causa de seu forte envolvimento com a Sociedade Militar.

## Bahia
A presiganga da Bahia, onde ficou preso Cipriano Barata, teria sido a antiga fragata Piranga, que havia prestado inestimáveis serviços à independência, integrando a esquadra de Thomas Cochrane, e que foi transformada em prisão em 1824. Segundo a edição do jornal O Portacolo, de 8 de agosto de 1832 a presiganga era asa de tormento escura, abafada, quente e imunda; tão imunda e tão quente que os presos tinham que se conservar de todo nus padecendo de enfermidades da pele, como chagas, sarnas e erisipelas, originadas não só pelo ar abafado e miasmas pestilentos que exala o antro, mas ainda pela transpiração de corpos, pois às vezes se contam ali 400 infelizes", porém ainda havia o porão da embarcação, reservado para os rebeldes: uma "caverna medonha e escura como a noite, permanecia constantemente com 30 a 40 polegadas de água, habitada por uma infinidade de ratos e répteis imundos e venenosos".